# Bernard (desenho animado)
Bernard (também chamado de Bernardo ou Bernard em Portugal, Berni na Espanha ou Backkom na Coreia do Sul) é uma série de curtas de animação centrada em um urso polar de mesmo nome. É uma série co-criada entre a Coreia do Sul, a Espanha e  os Estados Unidos.
Produzido pela empresa coreana RG Animation Studios, com o investimento da coreana EBS Productions, o espanhol BRB Internacional S.A. e a francesa M6 Métropole Télévision o estilo de animação é de uma combinação entre animação gerada por computador e cel. As histórias são dirigidas por José Luis Ucha e Claudio Biern Lliviria. A música foi escrita por Oscar Rodriguez Maceda. Bernard também foi nomeado para vários prêmios.
Em Portugal, foi exibido pelo Canal Panda, Nickelodeon, Biggs como Bernard Sports e também Bernard e agora pelo Panda Kids. No Brasil, foi originalmente transmitido pelo canal pago Jetix, no programa Os Curtinhas do Dudinha Curtinha, e posteriormente foi ao ar no programa Teca na TV do Canal Futura em 2007 como enchimento em meio as esquetes e os episódios da nova fase.

## Enredo
Cada episódio tem em média três minutos foca a curiosidade do urso polar Bernard em muitos momentos desastrosos com humor pastelão. Bernard é um urso azarado que geralmente fica inconsciente ou gravemente ferido no final de cada episódio ou apanhando, devido a alguma calamidade causada por seu alto estresse em resolver as coisas. Cada episódio sempre se passa em um lugar diferente, quase sempre Bernard é o único personagem presente nas animações, com a exceção de alguns episódios onde aparecem um pinguim chamado Lloyd e um Lagarto chamado Zack para antagonizarem o protagonista. Algo característico é que Bernard nunca fala com a exceção de ruídos ininteligíveis.

## Personagens
- Bernard: o personagem título. Um urso polar branco com barriga cinzenta. Ele tem uma personalidade ingênua, curiosa, covarde, e por vezes até malvada, mas é um bom sujeito. Muitas vezes quando tenta resolver algum problema em suas viagens faz as coisas sem pensar e acaba se metendo em sérios apuros que sempre voltam contra ele se dando mal no final dos episódios. Por conta de estar sempre sofrendo muitas vezes demonstra um temperamento explosivo e perde o controle, porém isso sempre acaba o prejudicando ainda mais. Seus melhores amigos (que muitas vezes aparecem como rivais) são Lloyd e Zack.
- Lloyd: um pequeno pinguim de gravata vermelha. Na maioria das vezes é visto perturbando Bernard, sempre deixando-o estressado, porém Lloyd sempre se dá bem no final dos episódios, muitas vezes por nem merecer. Tem uma namorada chamada Eva.
- Zack: um lagarto verde de óculos escuros. Na maioria dos episódios aparece como um arquirrival de Bernard. Os dois frequentemente brigam muitas vezes por razões egoístas ou por conta do abuso e bullying que Zack pratica contra Bernard. Na maioria dos episódios sempre se dá bem desmerecidamente, mas tem vezes que ele se dá mal junto de Bernard.
- Eva: uma pinguim feminina namorada de Lloyd. Aparece apenas nos últimos episódios.
- Goliath: um cachorro pequeno que bernard morre de medo.